# 세빗

로고

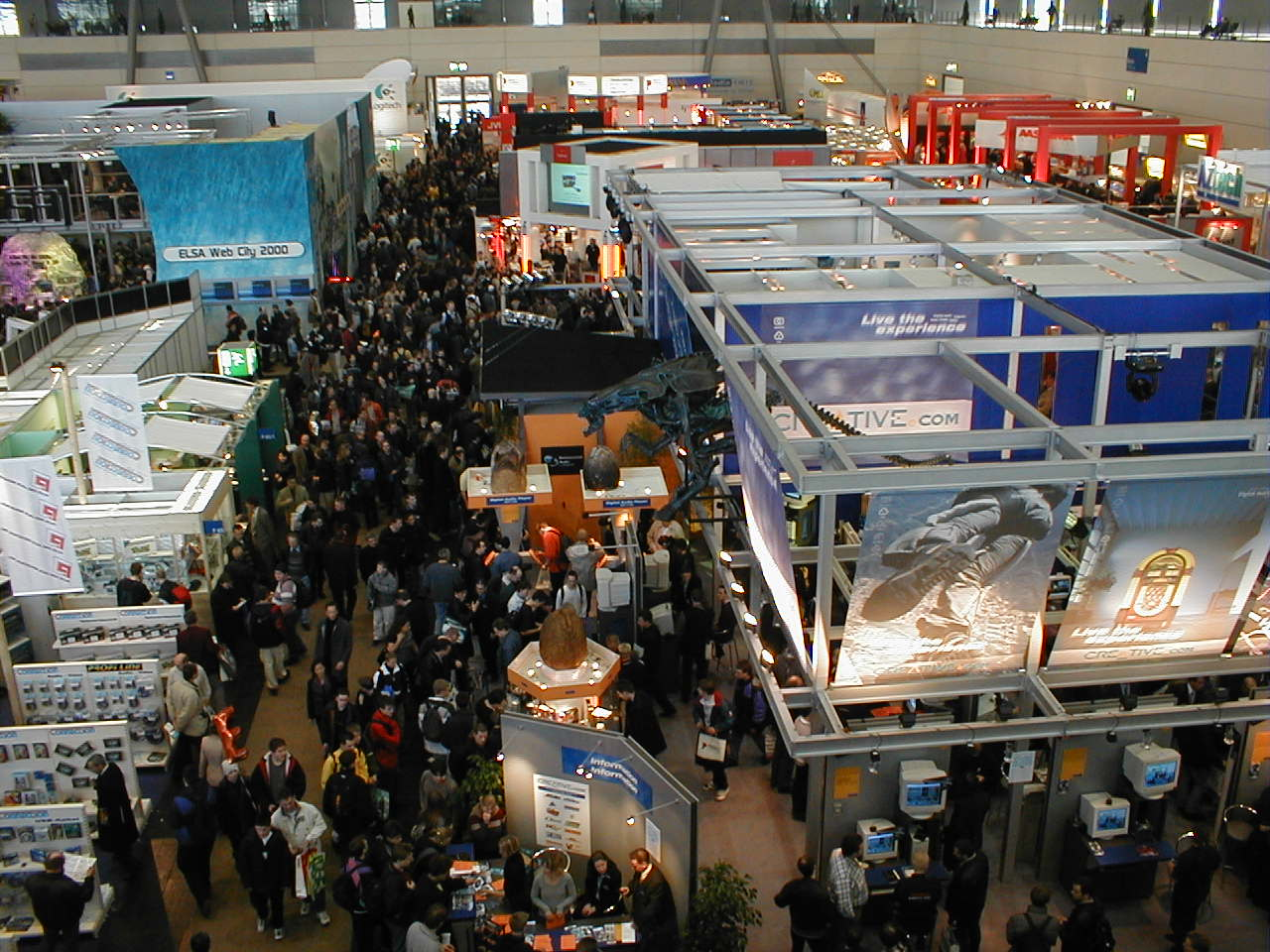
전시회장 모습

세빗(영어: CeBIT)은 정보통신 제품과 홈오토메이션 네트워크 기술에 관한 박람회이었다. 1970년 독일 북부도시 하노버 산업박람회의 보조전시회로 시작되어 1986년 이후 정보통신분야 독립전시회로 정착됐다. 전시장 대략적인 면적은 450,000 m²이고 약 70만명의 사람들이 방문을 하였다. 2018년 박람회를 마지막으로 세빗은 폐지되었다.

## 같이 보기
- 소비자 가전 전시회